# Skala całotonowa
Skala całotonowa zwana też skalą sześciostopniową jest skalą muzyczną, w której stopnie są rozmieszczone w odległościach sekund wielkich. Brak w niej ośrodka tonalnego. W systemie temperowanym występują dwie odmiany:

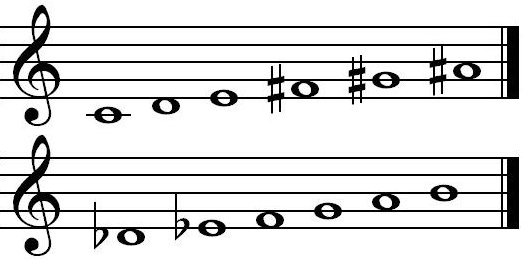

Skala całotonowa po raz pierwszy wystąpiła w operze Rusłan i Ludmiła (z 1843 roku) Michaiła Glinki. Używali jej Modest Musorgski, Ferenc Liszt. Była jedną z ulubionych skal impresjonistów, zwłaszcza Claude’a Debussy’ego.